# Vania Villalobos
Vania Asenet Villalobos Pérez (Monterrey, Nuevo León, México, 6 de noviembre del 2003), conocida como Vania Villalobos, es una futbolista mexicana. Juega como portera en Atlas de la Primera División Femenil de México.

## Clubes
| Club             | País   | Año            |
| ---------------- | ------ | -------------- |
| Tigres UANLATLAS | México | 2018-2023 2023 |

## Palmarés

### Títulos nacionales
| Título          | Club        | País   | Año      |
| --------------- | ----------- | ------ | -------- |
| Liga MX Femenil | Tigres UANL | México | Cl. 2019 |
| Liga MX Femenil | Tigres UANL | México | 2020     |
| Liga MX Femenil | Tigres UANL | México | Cl. 2021 |